# Chorthippus lacustris
Chorthippus lacustris är en insektsart som beskrevs av Scott LaGreca 1976. Chorthippus lacustris ingår i släktet Chorthippus och familjen gräshoppor. IUCN kategoriserar arten globalt som akut hotad. Inga underarter finns listade i Catalogue of Life.